# ФК Динамо 1945
ФК Динамо 1945 је српски фудбалски клуб из Панчева. Клуб се тренутно такмичи у Српској лиги Војводина, трећем такмичарском нивоу српског фудбала. ФК Динамо 1945 све своје утакмице игра на свом стадиону капацитета око 6.000 места без столица. Званичне боје клуба су плаво-бела а резервна боја је бела.
По завршетку сезоне 2005/06. након испадања из Друге лиге ФК ПСК (Панчево) у лето 2006. године фузионисао се са Динамом и под тим именом клуб из Панчева наставио је такмичење у Српској лиги Војводина.
Иако је у сезони 2014/15. Српске лиге Војводина завршио на десетом месту Динамо из Панчева се услед нагомиланих дугова угасио. У Панчеву је основан Динамо 1945 и кренуо од последњег ранга. Ванредно члан СЛВ постао је другопласирани члан Банатске зоре, ФК Борац (Сакуле).

## Историја
Клуб је основан 21. јануара 1945. године. Од свог оснивања до данас ФК Динамо Панчево је променио бројне такмичарске рангове, од региона Панчева и Баната, покрајине Војводине и међурепубличке лиге, до Друге савезне лиге бивше Југославије у којој је играо више од петнаест година и Друге лиге СРЈ у којој је играо десет година. Три пута је играо квалификације за улазак у Прву савезну лигу бивше државе.
Први пут Динамо се нашао на корак од Прве лиге већ 1947. године, када је као другопласирани иза Војводине у северној групи српске лиге изборио пласман у јединствену другу лигу и стекао право да учествује у квалификацијама за Прву лигу. Противник је био ФК Сарајево. У Панчеву је Динамо славио са 2:1, али је у гостима изгубио са 1:4. Наредне две сезоне Динамо је играо у другој лиги, сезону 1949/50. је провео у трећој, а следећу опет у другој. Године 1951. друга лига је укинута и Динамо је постао члан Војвођанске лиге, која је тада била у другом степену такмичења. Као другопласирани у Војвођанској лиги 1952. и првопласирани 1953. још два пута је играо у квалификацијама за Прву лигу, али није имао успеха. Због реорганизације такмичења Динамо је наредне две сезоне провео у трећем рангу, да би 1955. постао члан треће зоне, тада другог степена такмичења. У конкуренцији клубова из северне Србије играо је три сезоне, а 1958. је испао у трећи ранг. Наредних десет година балансира између разних облика трећег и четвртог такмичарског степена, а 1968. као трећи у Српској лиги Север улази у Другу лигу Север. Наредних шест сезона се такмичи, прво у Другој лиги Север, а онда због смањења броја група друге лиге са четири на две, једну сезону и у Другој лиги Запад. Године 1974. поново испада у Војвођанску лигу чији члан остаје наредних дванаест година, са изузетком сезоне 1976/77. када је био у четвртој, Банатској лиги. Године 1986. осваја Војвођанску лигу и поново постаје друголигаш, али губи тај статус већ после једне сезоне. До распада СФРЈ игра у Међурепубличкој лиги Север, једну сезону опет у Војвођанској лиги, а 1992. као други у Српској лиги Север улази у јединствену Другу лигу СРЈ.
У лето 1978. године као првак Подручне лиге Панчева, Динамо је за пласман у трећу лигу (Војвођанска лига) играо квалификације против Крајине. У Крајишнику је било 1:0: а у Панчеву 2:0, оба пута за Динамовце.
У Другој лиги се такмичио са променљивим успехом све до 2003. године, са изузетком сезоне 1995/96. када је накратко био трећелигаш. Од 2003. клуб бележи све горе резултате. За само три године доспео је од другог до петог ранга, Подручне лиге Панчево. Од 2008. био је члан Војвођанске зоне Исток, коју је 2012. освојио и пласирао се у Српску лигу Војводина.
Након што је у сезони 2008/09. Војвођанске лиге Исток завршио као другопласирани са једанаест бодова мање од првопласиране Долине из Падине (80 бодова) фудбалери Динама су играли бараж са другопласираним клубом Војвођанске лиге Запад, Доњим Сремом из Пећинаца. Резултати: Динамо - Доњи Срем 0:1; Доњи Срем - Динамо 2:1.

## Успеси
- Друга лига - III група (2. ранг)
Трећепласирани: 1955/56.
- Војвођанска лига (3. ранг)
Освајач: 1952/53; 1959/60, 1985/86; .
Другопласирани: 1952.
- Северна група Српске лиге (3. ранг)
Освајач: 1954/55.
- Јужно-банатска лига (4. ранг)
Освајач: 1962/63; 1964/65.
- Подручна лига Панчево (4. ранг)
Освајач: 1977/78.
- Војвођанска лига (4. ранг)
Освајач: 1990/91.
- Трећа лига (3. ранг)
Освајач: 1991/92.
- Северна група Српске лиге (3. ранг)
Другопласиран: 1995/96.
- Источна група војвођанске лиге (4. ранг)
Освајач: 2011/12.
Другопласиран: 2007/08; 2008/09.
- Српска лига Војводина (3. ранг)
Другопласиран: 2013/14.

### Динамо 1945
- Друга јужнобанатска лига (6. ранг)
Освајач: 2014/15.
- Подручна лига Панчево (5. ранг)
Освајач: 2015/16.
- Војвођанска лига Исток (4. ранг)
Освајач: 2016/17.

## Бивши играчи
Бивши играчи Ф. К. Динамо, који су наступали за национални тим Србије:
- Петар Дивић
- Душан Ђокић
- Анђелко Ђуричић
- Првослав Драгићевић
- Бојан Јоргачевић
- Александар Пантић
- Зоран Ранковић